# Anton Gebler
Anton Gebler (* 12. April 1899 in Hösbach; † 4. Oktober 1970 in Duisburg) war ein deutscher Kommunist und Widerstandskämpfer gegen das NS-Regime, Häftling im KZ Buchenwald und KPD-Funktionär in der Landesleitung Nordrhein-Westfalen.

## Lebensdaten
Gebler, der Rohrleger von Beruf war, lebte in Duisburg und war tätig im illegalen Widerstand der KPD. Nach der Machtergreifung der Nationalsozialisten flüchtete er zunächst in die Niederlande. Nach seiner Rückkehr Anfang 1934 wurde er im April verhaftet und wegen Hochverrats zu zwei Jahren Zuchthaus verurteilt. Im Jahre 1937 wurde er politischer Häftling im neu errichteten KZ Buchenwald. Er wurde im Kommando Buchbinderei innerhalb der Häftlingsbücherei eingesetzt und 1939 zum Kapo bestimmt. In dieser Funktion leitete er die illegale Parteiarbeit der Häftlinge aus dem Ruhrgebiet an.
Nach der Befreiung vom Nationalsozialismus ging er nach Duisburg zurück und war bis zum Verbot der Partei 1956 in der Kaderabteilung der KPD-Landesleitung von NRW tätig. Er gehörte der ersten Bundesversammlung an, die 1949 Theodor Heuss zum ersten Bundespräsidenten wählte.